# Аутократи
Аутократи (стгрч. Αὐτοκράτης) био је антички атински песник старе комедије. Једну од његових драма помињу енциклопедија Суда и Елијан. Написао је и неколико трагедија.
Чини се да је Аутократи којег је цитирао Атенеј била друга особа.